# Trimeresurus popeiorum
Trimeresurus popeiorum — вид ядовитых змей семейства гадюковых. Видовое название дано в честь американского герпетолога Клиффорда Поупа (1899—1974) и его супруги Сары Поуп.
Общая длина достигает 90—170 см. Голова крупная, треугольная. Туловище стройное со слабо килеватой чешуей. Окраска зелёная, за исключением хвоста, который имеет красный или красновато-коричневый цвет. У молодых особей по бокам тянется светлая полоска, с которой граничит красная полоска. У взрослых змей светлая полоса иногда сохраняется.
Любит леса, особенно небольшие деревья и кустарники на холмах и горах. Активна ночью или в сумерки. Питается ящерицами, лягушками и мелкими млекопитающими.
Живородящая змея.
Яд не представляет угрозы жизни человека в случае своевременного применения сыворотки.
Обитает в северной Индии и Юго-Восточной Азии.